# Glösa-Draisdorf
Glösa-Draisdorf, Chemnitz-Glösa-Draisdorf – dzielnica miasta Chemnitz w Niemczech, w kraju związkowym Saksonia.